# Ozan Ceyhun

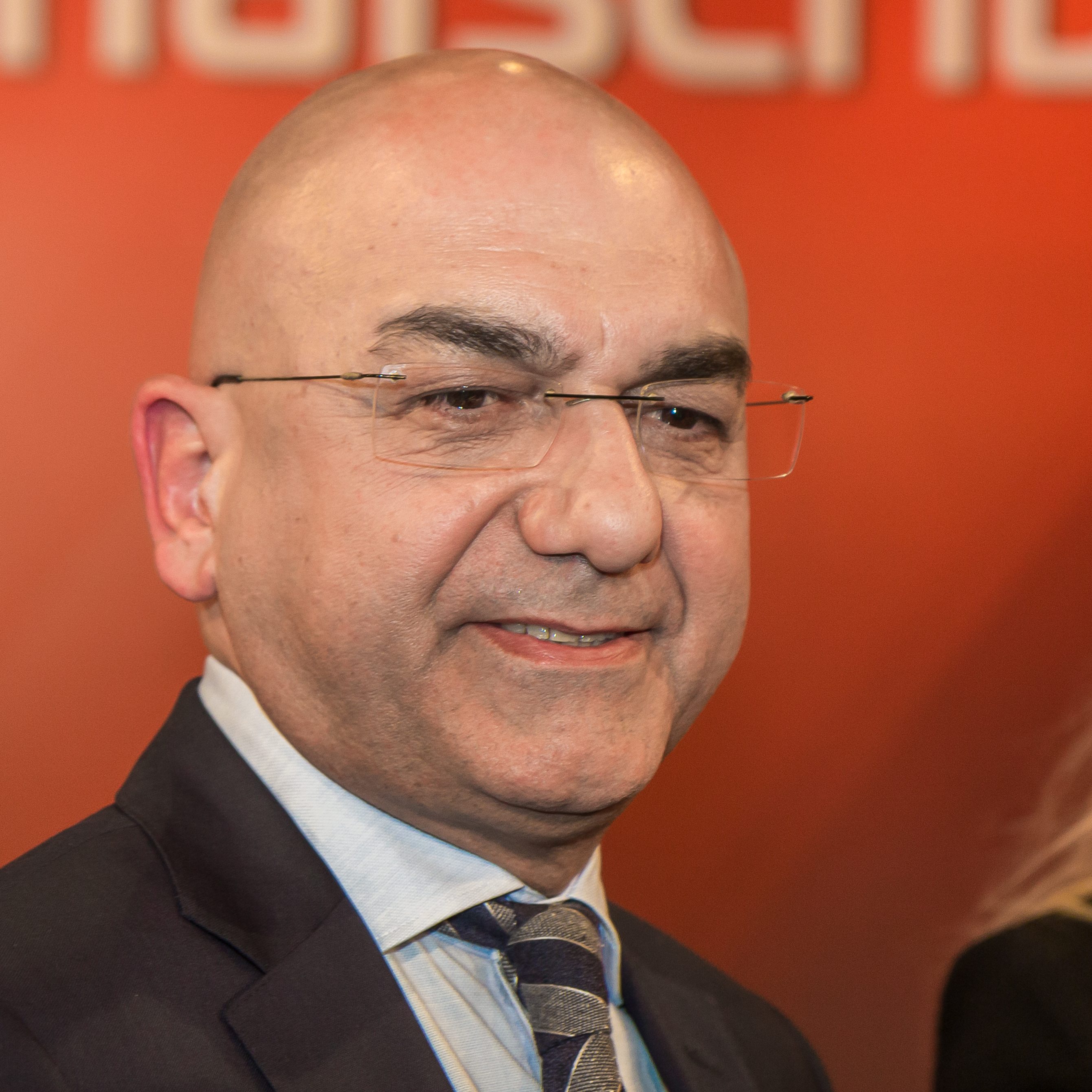
Ozan Ceyhun, 2017

Ozan Ceyhun (* 10. Oktober 1960 in Adana, Türkei) ist ein Politiker und Diplomat türkischer Herkunft, der teils in Deutschland, teils in der Türkei tätig war. Er war erst Grünen-, dann SPD-Europaabgeordneter, Mitglied des Innenausschusses im Europäischen Parlament, Koordinator der SPD-Gruppe für den Innenausschuss, stellvertretendes Mitglied des Haushaltsausschusses und Mitglied der gemischten parlamentarischen Delegation EU-Türkei. Er arbeitete in der Vertretung des Landes Hessen bei der Europäischen Union, um nach dieser Tätigkeit in die Privatwirtschaft zu wechseln.
Ceyhun arbeitete als Berater für die AKP und im Februar 2020 wurde er zum türkischen Botschafter in Österreich bestellt.

## Laufbahn
Ceyhuns Vater ist der türkische Schriftsteller Ceyhun Demirtaş.
Ceyhun wuchs in Istanbul auf und erhielt 1979 das Abitur am Bosporus-Gymnasium. Danach studierte er bis zum Militärputsch 1980 deutsche Philologie an der Hacettepe-Universität in Ankara. Im Januar 1981 emigrierte er nach Österreich, im Oktober 1982 nach Deutschland, wo er eine Ausbildung zum staatlich anerkannten Erzieher absolvierte.
Bekannt machte ihn unter anderem sein Wechsel zur SPD 2000, nachdem er von 1986 bis 2000 Mitglied bei den Grünen gewesen war, als deren Experte für Migrations- und Asylpolitik er als Mitarbeiter der Bundestagsgruppe von Bündnis 90 von 1990 bis 1992 wirkte. Von 1992 bis 1998 arbeitete er zunächst als Referent und später Referatsleiter im Hessischen Umwelt- und Familienministerium, von 1993 bis 2000 war er Mitglied des Kreistages des Landkreises Groß-Gerau.
Im Jahre 1996 veröffentlichte Ceyhun als Mitarbeiter des Hessischen Familienministeriums eine türkischsprachige Publikation Almanya`da bir Türk („Ein Türke in Deutschland“), in der er Unterkünfte für Asylbewerber mit Konzentrationslagern verglich. Hessens Umwelt- und Familienministerin Margarethe Nimsch (Bündnis 90/Die Grünen) distanzierte sich sogleich von ihrem Mitarbeiter Ozan Ceyhun, der sich daraufhin „in aller Form“ entschuldigte, so das Ministerium. Ceyhun versprach, „die weitere Veröffentlichung des Buchs bis zu einer sorgfältigen Überarbeitung“ zu stoppen. Die Ministerin entfernte den Parteifreund gleichwohl von seinem Posten und wies ihm eine neue Aufgabe in der Fachabteilung Jugendhilfe zu.
Stellvertretender Vorsitzender des Interkulturellen Rates in Deutschland war Ceyhun seit 1997. Von 1998 bis 2000 war er Abgeordneter des Europäischen Parlaments für die Grünen, von 2000 bis 2004 für die SPD. Im Jahr 2000 wurde eine von Ozan Ceyhun herausgegebene und von Eberhard Seidel, Claudia Dantschke und Ali Yıldırım geschriebene Publikation zum Thema Islamismus in Europa unter dem Titel Politik im Namen Allahs. Der Islamismus – eine Herausforderung für Europa veröffentlicht.
Des Weiteren arbeitete Ceyhun als Berater für die türkische Partei AKP, u. a. für den ehemaligen Europaminister Egemen Bağış. Für die AKP kandidierte er bei der Parlamentswahl in der Türkei 2015 in einem Wahlkreis von Izmir. Er kritisierte im türkischen Fernsehen den Parteivorsitzenden der GRÜNEN, Cem Özdemir, und bezeichnete den deutschen Bundespräsidenten Joachim Gauck aufgrund von dessen in der Türkei umstrittenen Rede als „Laien“ (toy), der mit seiner erdogankritischen Rede „billiges Heldentum“ (ucuz kahramanlık) betreibe.
Ozan Ceyhun kommentierte in einem Tweet die Situation der Anhänger Fethullah Gülens in Deutschland, Zypern und Belgien. Er prophezeite ihnen viele schlaflose Nächte aufgrund politischer Spannungen nach dem Putschversuch in der Türkei im Jahr 2016 und beschrieb dies als eine Schuld den Märtyrern gegenüber.

## Publikationen
- Ozan Ceyhun (mit Kathrin Nord): Man wird nie Deutscher. Rowohlt, Reinbek bei Hamburg 2012, ISBN 978-3-499-62819-1.
- Ozan Ceyhun (Hg.): Politik im Namen Allahs. Der Islamismus – eine Herausforderung für Europa. Von Seidel, Eberhard; Dantschke, Claudia; Yildirim, Ali; veröffentlicht durch Die Grünen im Europäischen Parlament, Brüssel, 2000